# Saleen S7
Der Saleen S7 von Saleen ist ein US-amerikanischer Supersportwagen sowohl für den Straßenverkehr als auch für Fahrzeugrennen in den USA und die europäische GT-Serie der FIA.

## Versionen
- Saleen S7
- Saleen S7 Twinturbo
- Saleen S7R (Rennversion)

## Motoren
Der Saleen S7 wurde mit einem 8-Zylinder-Aluminium Motor und 7,0 Liter Hubraum ausgestattet. Der Saleen S7 Twinturbo verfügt zusätzlich über eine Turboaufladung durch zwei Turbolader. Der Motor basierte auf dem Ford-NASCAR-Motor, wie er im Ford Taurus eingesetzt wird. Bearbeitet wurde das Aggregat von Don Vesco.
Saleen S7:
- Leistung: 410 kW (558 PS)
- maximales Drehmoment 712 Nm
- maximale Drehzahl: 6500/min

Saleen S7 Twinturbo:
- Leistung: 559 kW (760 PS)
- maximales Drehmoment 949 Nm
- maximale Drehzahl: 7000/min

Saleen S7R (Grand-Turismo-Rennwagen):
- Leistung: ca. 440 kW (598 PS)
- maximales Drehmoment 745 Nm
- maximale Drehzahl: 7000/min

## Getriebe
Der Saleen S7 verfügt über ein Getriebe mit sechs Gängen.

## Fahrleistungen
Saleen S7:
- Beschleunigung von 0 auf 100 km/h: 3,5 Sekunden
- Höchstgeschwindigkeit: 354 km/h
- Leistung: 558 PS

Saleen S7 Twinturbo:
- Beschleunigung von 0 auf 100 km/h: 2,8 Sekunden
- Höchstgeschwindigkeit: 380 km/h
- Leistung: 760 PS

Laut Hersteller soll die Luftströmung des S7 so weit optimiert und der durch die Spoiler erzeugte Abtrieb so hoch sein, dass er ab 220 km/h im Stande wäre, an der Decke zu fahren. Diese Aussage wird durch Tests in Windkanälen gestützt.

## Trivia
- Im Film Bruce Allmächtig fährt der Hauptdarsteller Jim Carrey einen Saleen S7.
- Im Musikvideo zu dem Lied Candy Shop des Rappers 50 Cent posiert der Interpret stellenweise vor einem Saleen S7.
- In den Videospielen Midnight Club: Los Angeles und Test Drive Unlimited kann man den S7 Twin Turbo fahren.
- Auch im Videospiel Midnight Club II kommt der Wagen vor; allerdings unter dem Namen „Veloci“ und kann erst ab dem Ende des Spiels freigeschaltet werden.
- Ebenfalls in Midnight Club III: DUB Edition & Midnight Club III: DUB Edition Remix kommt der Wagen vor.
- In den Videospielen Gran Turismo 4 und 5, Project Gotham Racing 2 und 3, Asphalt: Urban GT 2 (Nintendo DS) und Forza Motorsport 2–4 und Forza Horizon 1–3 kommt der Saleen S7 Twinturbo ebenfalls vor.
- In den Videospielen Forza Horizon 1, 3, 4 und 5 sowie in Forza Motorsport 1–7 kommt der 2004 Saleen S7 vor. In dem Videospiel  Forza Motorsport 8 kommt der 2017 Saleen S7 LM vor.
- In der PC-Rennsimulation GTR sowie den Nachfolgern GTR 2 und GTR Evolution ist der Saleen S7-R ebenfalls Teil des Fuhrparks.
- In dem MMO-Rennspiel The Crew wurde der Saleen S7 mit dem Speed Car Pack-DLC zum Fuhrpark hinzugefügt, allerdings können beide Varianten, der S7 TT und der S7R, gefahren und getunt werden.
- In dem Kinofilm Need for Speed ist im finalen Rennen ein silberner Saleen S7 TT zu sehen
- In dem Kinofilm Iron Man ist der Saleen S7 in der Garage zu sehen
- In dem Kinofilm "Alvin und die Chipmunks" steht der Saleen S7 bei Ian, dem Produzenten, vor dem Haus auf dem Parkplatz